# Republic (альбом)
Republic (рус. Республика) — шестой студийный альбом британской рок-группы New Order. Как и предыдущий альбом Technique (1989), Republic занял 1-е место в Великобритании, не в последнюю очередь благодаря хит-синглу «Regret».

## Обзор
Репетиции нового материала начались в апреле 1991 года, после годового перерыва в совместной деятельности группы. Работа над альбомом, который записывался в течение 1992 года, начиная с весны, проходила в напряжённой обстановке, вызванной финансовыми проблемами лейбла группы Factory Records и их клуба «Haçienda», который не только был катастрофически убыточным, несмотря на большую посещаемость, но являлся местом встреч местных преступных группировок. Менеджер Роб Греттон и владелец лейбла Тони Уилсон поторапливали группу, надеясь с помощью продаж от новой пластинки восстановить дела в компании, что усиливало раздражение музыкантов. Однако было уже поздно: 24 ноября 1992 года Factory Records прекратила своё 14-летнее существование. Работа над альбомом была прервана на середине. В декабре группа заключила контракт с London Records, которые подготовили широкую маркетинговую кампанию, рассчитанную на выпуск альбома, несколько синглов, видеоклипы и концерты в поддержку альбома.
Продюсер Стивен Хейг задействовал в записи альбома сессионных музыкантов, чтобы обогатить звучание, создать многослойное звуковое полотно. В итоге, Republic многим критикам показался слишком отшлифованным и перегруженным драм-машинами, отбивающими всевозможные ритмы танцевальных клубов того времени, и обилием синтезаторов, почти целиком заглушивших «живые» инструменты (в частности, бас-гитару). Баланс между роком и электронной музыкой на альбоме был нарушен: лишь открывающую альбом «Regret» можно в полной мере отнести к жанру рока, в то время как песня «Times Change» первым и пока единственным случаем рэпа на пластинке New Order в исполнении Самнера. При этом, несмотря на танцевальный характер Republic, альбом достаточно меланхоличный. Оглядываясь назад, музыканты признают, что в тот момент они были довольны больше фактом завершения работы над альбомом, нежели самой музыкой. С «Republic» вышли ещё 3 сингла: «Ruined in a Day», «World (Price of Love)» и «Spooky».
В поддержку альбома летом 1993 года New Order выступили на нескольких рок-фестивалях в Ирландии, Швейцарии, Дании, ФРГ и Великобритании, после чего отправились в 3-недельное турне по Америке (в США альбом занял 11-е место). После этого участники группы надолго разошлись. Следующий студийный альбом Get Ready вышел только в 2001 году.

## Обложка
Обложка альбома выполнена фирмой Питера Сэвилла. Изначально данная концепция дизайна предназначалась для дебютного альбома Стивена Морриса и Джиллиан Гилберт «The Other Two & You», выпуск которого был задержан лейблом до ноября 1993 года (вышел в другом оформлении). В данном оформлении Сэвилл опирался на типографику кинематографа: альбом и синглы выполнены как киноплакаты современных голливудских фильмов. Обложка и типографика Republic также были использованы для документально-биографического фильма «New Order Story», вышедшего в октябре 1993 года.
В США Republic также вышел в лимитированном издании под названием Republic — The Limited Run.. в полиэтиленовом футляре ярко-оранжевого цвета с технической эмблемой огнеопасности.

## Список композиций
Все песни написаны New Order и Стивеном Хейгом.
1. «Regret» — 4:08
2. «World» — 4:44
3. «Ruined in a Day» — 4:22
4. «Spooky» — 4:43
5. «Everyone Everywhere» — 4:24
6. «Young Offender» — 4:48
7. «Liar» — 4:21
8. «Chemical» — 4:10
9. «Times Change» — 3:52
10. «Special» — 4:51
11. «Avalanche» — 3:14

## Альбомные синглы
- «Regret» (апрель 1993; 1-е место)
- «Ruined in a Day» (июнь 1993; 22-место)
- «World» (август 1993; 13-е место)
- «Spooky» (декабрь 1993; 22-е место)

## Участники записи
New Order:
- Бернард Самнер — вокал, гитара, синтезатор, программирование
- Питер Хук — 4-х и 6-ти струнная бас-гитара
- Джиллиан Гилберт — синтезатор, программирование
- Стивен Моррис — ударные, синтезатор, программирование

А также:
- New Order — продюсирование
- Стивен Хейг — продюсер
- Паскаль Гэбриел — пре-продакшн на «Regret» и «Young Offender»
- Энди Дункан — дополнительное программирование
- Одри Рилей — виолончель, струнная аранжировка
- Дэвид Роудс — дополнительная гитара
- Ди Льюис — бэк-вокал
- Майк Дрейк — инженер
- Оуэн Моррис — инженер
- Ричард Чаппелл — инженер
- Саймон Гогерли — инженер
- Бен Финдлей — ассистент звукорежиссёра
- Сэм Хардакер — ассистент звукорежиссёра
- Питер Сэвилл — арт-директор

## Позиции в хит-парадах
Годовые чарты:
| Чарт (1993)          | Позиция |
| -------------------- | ------- |
| Великобритания (OCC) | 47      |